# Granulat antidérapant pour marquage routier
Dans le domaine du marquage routier, on désigne par granulats anti-dérapants des grains durs, d’origine naturelle ou artificielle qui ont pour objet d’améliorer les qualités anti-dérapantes des marquages routiers.
Sans granulats anti-dérapants, les marquages routiers seraient totalement glissants.
Les granulats anti-dérapants font partie de la famille des produits de saupoudrage, qui comprend également les microbilles de verre.

## Indicateurs de qualité[1]
Les granulats anti-dérapants peuvent être caractérisés par les indicateurs et essais suivants :

### Caractéristiques chimiques
Le pH des granulats anti-dérapants doit être compris entre 5 et 9.

### Résistance à la fragmentation
La résistance à la fragmentation de ces granulats est caractérisée par leur coefficient de friabilité. Pour des granulats en cristobalite, par exemple, le coefficient de friabilité est de 20 % au maximum.

### Coordonnées de chromaticité
Les granulats anti-dérapants ne sont pas transparents. Leur couleur doit donc être strictement encadrée. Pour maintenir la blancheur du produit de marquage après saupoudrage, leur domaine de chromaticité doit donc être le même que celui des peintures. Il est délimité par les coordonnées x, y suivantes :
| Sommet n° | 1     | 2     | 3     | 4     |
| --------- | ----- | ----- | ----- | ----- |
| x         | 0,355 | 0,305 | 0,285 | 0,335 |
| y         | 0,355 | 0,305 | 0,325 | 0,375 |

### Facteur de luminance
Le facteur de luminance {\displaystyle \beta } doit être supérieur à 0,70.

### Granularité
La granularité des granulats doit être comprise entre 0,2 mm et 2 mm ou entre 0,2 mm et 4 mm.